# 佳県
佳県（か-けん）は中華人民共和国陝西省楡林市に位置する県。

## 歴史
1986年に葭県より改称。

## 行政区画
- 街道:佳州街道
- 鎮:坑鎮、店鎮、烏鎮、金明寺鎮、通鎮、王家砭鎮、方塌鎮、朱家坬鎮、螅鎮、朱官寨鎮、劉国具鎮、木頭峪鎮